# آكل الموز الشرقي
آكل الموز الشرقي (الاسم العلمي: Crinifer zonurus)، المعروف أيضًا باسم آكل الموز الرمادي الشرقي، هو عضو كبير في فصيلة آكلات الموز، وهي مجموعة من الطيور الشجرية الكبيرة من قريبات الجواثم يقتصر وجودها على إفريقيا.
يتكاثر هذا النوع في موائل الغابات المفتوحة في شرق إفريقيا الاستوائية. تضع أُنثاه بيضتين إلى ثلاث بيضات في عش مِنَصّي رقيق الأغصان على الشجرة.
وهي طيور شائعة وصاخبة وظاهرة للعيان، على الرغم من افتقارها إلى الألوان الزاهية. يبلغ طولها 50 سم (20 بوصة)، بما في ذلك الذيل الطويل، وتزن 392-737 جم (13.8-26.0 أونصة). ريشها رمادي بشكل رئيسي ومن الأعلى مرقط باللون البني. لون رأسها وعُرفها والرقبة والثدي بني مخطط بالفضة. الأجزاء السفلية بيضاء اللون ومُخطّطة بشدة باللون البني.
يشبه هذا الطائر طائر آكل الموز الغربي ذي الصلة الوثيقة به. ومع ذلك، فإن آكل الموز الشرقي لديه شرائط ذيل بيضاء، ويفتقر إلى شرائط الصدر وشرائط ريش جناحيه داكنه مثل قريبه الغربي.
قوت هذا النوع الفواكه، وخاصة التين، والمواد النباتية الأخرى.

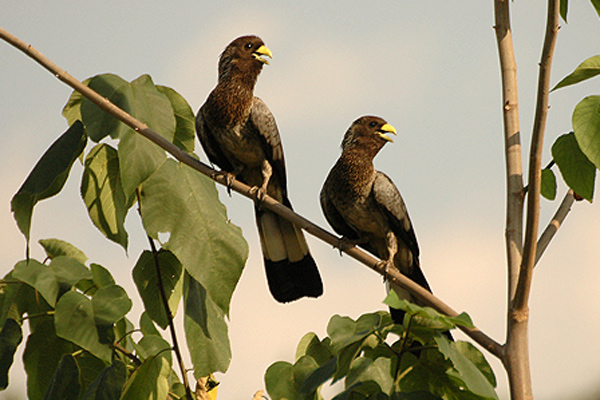
صورت في كلية نيابييا، أوغندا